# Moulin de la Cortina
Pour les articles homonymes, voir Cortina (homonymie).
Le moulin de la Cortina, parfois appelé moulin de Collioure, est un moulin à vent situé à Collioure, dans le département français des Pyrénées-Orientales.

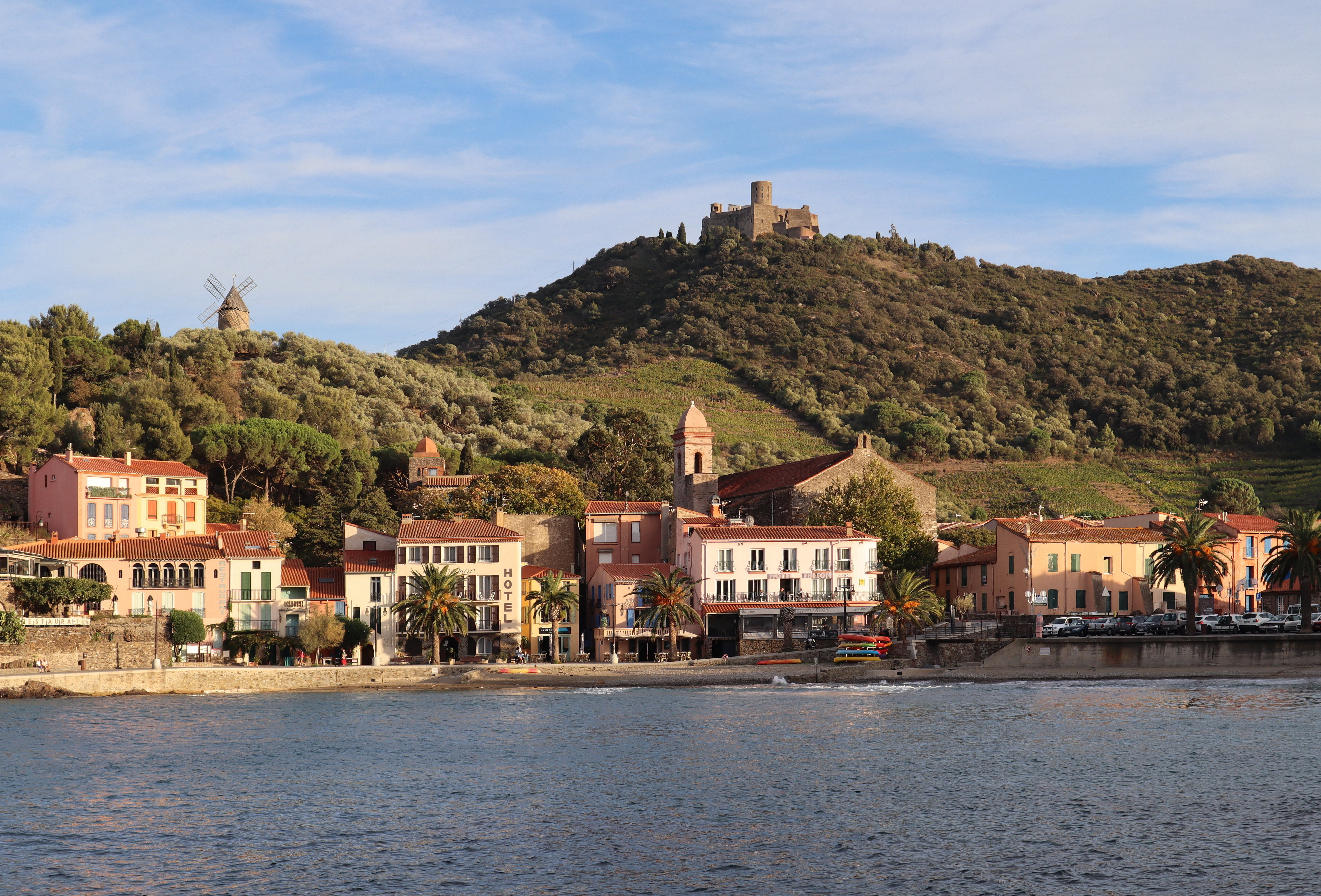
Le moulin au-dessus de la ville

Ce moulin est construit en 1337 pour servir à moudre du grain. Plus tard, il est abandonné et tombe en ruines, avant d'être restauré et converti à la fabrication d'huile d'olive.